# Seymour S. Kety
Seymour Solomon Kety (* 25. August 1915 in Philadelphia; † 25. Mai 2000 in Westwood bei Boston) war ein US-amerikanischer Psychiater und Neurowissenschaftler.

## Leben und Wirken
Kety wuchs in einer Familie der Nachkommen russisch-jüdischer Einwanderer in Philadelphia auf. Er erlitt als Siebenjähriger bei einem Verkehrsunfall eine Fußverletzung, die ihn von vielen Sportspielen ausschloss. Stattdessen interessierte er sich schon jung für Naturwissenschaften, insbesondere für Chemie.
Kety erwarb 1936 einen Bachelor an der University of Pennsylvania in Philadelphia. 1940 schloss er sein Medizinstudium dort mit dem M.D. ab. Als Assistenzarzt arbeitete er zunächst im Philadelphia General Hospital. Kety führte bereits als junger Assistenzarzt die Chelat-Therapie bei Bleivergiftung ein – zunächst mit Citrat. In der Folge erhielt Kety ab 1942 ein Stipendium des National Research Council für seine Arbeit als Postdoktorand bei Joseph Aub am Massachusetts General Hospital in Boston. Aub hatte sich allerdings kriegsbedingt von den Schwermetallvergiftungen ab- und der Erforschung des traumatischen und hämorrhagischen Schocks zugewendet. Kety beschäftigte sich dort mit der Frage, wie im Schock die Durchblutung des Gehirns auf Kosten der Peripherie des Körpers aufrechterhalten wird. 1943 ging Kety zu Carl Frederic Schmidt, einem damals führenden Forscher auf dem Gebiet der Hirndurchblutung, zurück an die University of Pennsylvania. Schmidt hatte gerade eine Arbeit zur Messung des zerebralen Blutflusses (engl. cerebral blood flow, CBF) im Tierversuch (narkotisierte Affen) veröffentlicht. Kety begann als Mitarbeiter Schmidts auch erste Vorlesungen in Pharmakologie zu halten.
In Anwendung des Fickschen Prinzips gelang es Kety schließlich, durch Messung der arterio-venösen Konzentrationsdifferenz von Distickstoffmonoxid (N2O, später 79Krypton und 133Xenon) den zerebralen Blutfluss (CBF) beim wachen Menschen zu quantifizieren. Durch einfache Multiplikation des CBF mit der jeweiligen arterio-venösen Konzentrationsdifferenz ließen sich jetzt auch die Stoffwechselraten des Gehirns zum Beispiel für Sauerstoff, Kohlendioxid, Glucose oder Laktat bestimmen. Die 1948 im Journal of Clinical Investigation veröffentlichte Methode fand zahlreiche Anwendungen in der medizinischen Forschung, insbesondere Neurologie, Psychiatrie und Physiologie. Für diese Arbeiten wurde Kety 1988 mit dem ersten NAS Award in the Neurosciences ausgezeichnet.
1949 erhielt Kety eine Professur in der Abteilung für Physiologie und Pharmakologie an der University of Pennsylvania in Philadelphia. 1951 wechselte er als wissenschaftlicher Leiter des in Gründung befindlichen gemeinsamen Forschungsprogramms des National Institute of Mental Health (NIMH) und des National Institute of Neurological Diseases and Blindness (NINDB, heute National Institute of Neurological Disorders and Stroke) an die National Institutes of Health (NIH) in Bethesda, Maryland. Kety holte renommierte Forscher wie Wade Marshall, William Windle, Giulio Cantoni, Kenneth Cole, David Shakow und John Clausen als Arbeitsgruppenleiter an das Forschungsprogramm von NIMH und NINDB. In seiner eigenen Arbeitsgruppe entwickelte Kety Methoden zur Bestimmung regionaler Hirndurchblutung und zur funktionellen Bildgebung des Hirns, die Grundlage heutiger Methoden der funktionellen Hirndarstellung mit 15O-markiertem Wasser in der Positronen-Emissions-Tomographie sind.
1956 trat Kety von der Funktion des Leiters des wissenschaftlichen Programms von NIMH und NINDB zurück und konzentrierte sich mit seiner Arbeitsgruppe auf die Neurobiologie der Schizophrenie. Hierbei nutzte er unter anderem radioaktiv markiertes Adrenalin und Noradrenalin. In einiger Serie wichtiger Arbeiten in Science forderte er die Intensivierung der Grundlagenforschung auf dem Gebiet von Hirnfunktion und Verhalten, womit er als einer der Gründer einer modernen biologischen Psychiatrie gelten kann.
1961 wurde Kety Ordinarius für Psychiatrie an der Johns Hopkins University, kehrte aber bereits nach einem Jahr an das NIMH zurück, wo er sich auf die Erforschung der genetischen Grundlagen der Schizophrenie konzentrierte. Hierbei konnte er – zunächst gestützt auf die Daten einer dänischen Adoptions-Studie, später mit eigenen Daten – zeigen, dass Schizophrenie zwar keine Erbkrankheit ist, aber zumindest familiär gehäuft ist. Sie hängt von weiteren Faktoren ab, aber nicht ausschließlich vom Erziehungsstil der Ursprungs- oder Adoptivfamilie.
1967 wechselte Kety an die Harvard University, als das NIMH umorganisiert wurde und die Grundlagenforschung des Gehirns zugunsten der Erforschung gesellschaftlicher Ursachen von Geisteskrankheiten zurückgestellt wurde. In Harvard hatte Kety verschiedene akademische Positionen inne, zuletzt als Professor für Neurowissenschaften in der Abteilung für Psychiatrie. 1983 ging er – nach seiner Emeritierung in Harvard – zurück an das NIMH, dessen wissenschaftliche Ausrichtung sich wieder mehr der Grundlagenforschung zugewandt hatte. Seine Adoptionsstudien führte Kety insgesamt über mehr als 25 Jahre fort; sie erbrachten wichtige Erkenntnisse über das Wesen der Schizophrenie und dienten gleichzeitig als Forschungsmodell zur Untersuchung weiterer psychischer Erkrankungen. 1996 ging Kety endgültig in den Ruhestand.
Ketys Frau, Josephine Gross, arbeitete ebenfalls als Ärztin. Das Paar hatte eine Tochter und einen Sohn.

## Auszeichnungen (Auswahl)
- 1960 Mitglied der American Academy of Arts and Sciences[2]
- 1962 Mitglied der National Academy of Sciences
- 1973 Jessie Stevenson Kovalenko Medal[3]
- 1975 Mitglied der American Philosophical Society[4]
- 1980 Passano Award[5]
- 1984 Goldene Kraepelin-Medaille[6]
- 1986 Ralph-W.-Gerard-Preis
- 1988 Erster NAS Award in the Neurosciences (gemeinsam mit Louis Sokoloff)[1]
- 1999 Albert Lasker Special Achievement Award[7]

## Schriften (Auswahl)
1. ↑  S. S. Kety, C. F. Schmidt: The nitrous oxide method for the quantitative determination of cerebral blood flow in man; theory, procedure and normal values. In: The Journal of clinical investigation. Band 27, Nummer 4, Juli 1948, S. 476–483, ISSN 0021-9738. doi:10.1172/JCI101994. PMID 16695568. PMC 439518 (freier Volltext).
2. ↑  S. S. Kety: Biochemical theories of schizophrenia. I. In: Science. Band 129, Nr. 3362, Juni 1959, S. 1528–1532, ISSN 0036-8075. PMID 13658985.
3. ↑  S. S. Kety: Biochemical theories of schizophrenia. II. In: Science. Band 129, Nummer 3363, Juni 1959, S. 1590–1596, ISSN 0036-8075. PMID 13668503.
4. ↑  S. S. Kety, D. Rosenthal, P. H. Wender, F. Schulsinger: The types and prevalence of mental illness in the biological and adoptive families of adopted schizophrenics,. In: D. Rosenthal, S. S. Kety (Hrsg.) The Transmission of Schizophrenia. Oxford, Pergamon Press, 1968, S. 345–362